# Lovász Lázár
Lovász Lázár (Bácsistensegíts, Szerbia, 1942. május 24. – Pécs, 2023. április 17.) olimpiai bronzérmes magyar atléta, kalapácsvető.

## Élete
A mexikóvárosi 1968. évi nyári olimpiai játékokon indult atlétikában. Egy számban versenyzett, a kalapácsvetésben. A selejtezőből 68,96 méteres dobásával bejutott a döntőbe, ahol élete legjobbját, 69,78 métert dobott. Ezzel az eredménnyel olimpiai bronzérmes lett.

## Eredményei
Kalapácsvetés
- Olimpiai játékok
  - harmadik: 1968

- Európa-bajnokság
  - hatodik: 1966, 1969

- Magyar bajnokság
  - második: 1967, 1969
  - harmadik: 1965, 1968

## Legjobb eredményei évenként
Kalapácsvetés
- 1960: 47,53 m[3]
- 1961:
- 1962: 54,15 m[4]
- 1963: 55,70 m (magyar ranglista: 9.)[5]
- 1964: 59,10 m (6.)[6]
- 1965: 62,74 m (3.)[7]
- 1966: 65,28 m (3.)[8]
- 1967: 67,04 m (3.)[9]
- 1968: 69,78 m (2.)[10]
- 1969: 67,60 m (3.)[11]
- 1970: 66,62 m (4.)[12]
- 1971: 69,14 m (4.)[13]
- 1972: 50,16 m[14]
- 1973: 48,32 m[15]